# کوشک مور
کوشکمور، روستایی از توابع بخش جبالبارز جنوبی شهرستان عنبرآباد در استان کرمان ایران است که عمده جمعیت آن طایفه داداللهی و تابش تشکیل می‌دهند که از طوایف بزرگ عنبرآباد هستند.
این روستا بزرگ‌ترین مرکز تولید نهال مرکبات، نهال پاپایا در جنوب کشور می‌باشد که هرساله بالای چندین میلیون نهال مرکبات اصلاح شده را تولید می‌کند.

## جمعیت
این روستا در دهستان مردهک قرار دارد و براساس سرشماری مرکز آمار ایران در سال ۱۳۸۵، جمعیت آن ۱۶۱۷ نفر (۳۷۰خانوار) بوده‌است.